# Temporada de tufões no Pacífico de 1955
A temporada de tufões no Pacífico de 1955 não tem limites oficiais; durou o ano todo em 1955, mas a maioria dos ciclones tropicais tende a se formar no noroeste do Oceano Pacífico entre junho e dezembro. Essas datas delimitam convencionalmente o período de cada ano em que a maioria dos ciclones tropicais se forma no noroeste do Oceano Pacífico.
O escopo deste artigo é limitado ao Oceano Pacífico, ao norte do Equador e a oeste da Linha Internacional de Data. As tempestades que se formam a leste da linha de data e ao norte do equador são chamadas de furacões; veja a temporada de furacões de 1955 no Pacífico. As tempestades tropicais formadas em toda a bacia do Pacífico Ocidental receberam um nome do Fleet Weather Center em Guam.

## Sistemas
O resto das tempestades, tais como depressões e tempestades tropicais não numeradas e sem nome, só são classificadas pela CMA enquanto a JMA é por vezes rara antes das décadas de 1960 e 1970.

### Tufão Violet
O Tufão Violet formou-se a 1 de janeiro e dissipou-se a 6 de Janeiro. Atingiu o auge como tufão de Categoria 1 pelo JTWC antes de desembarcar em Mindanau, nas Filipinas.

### Tufão Wilda
Formando-se numa área cheia de ilhas, Wilda avançou para o mar aberto onde atingiu a força do tufão. Pouco depois, Wilda atingiu o pico de intensidade como um ciclone de categoria inferior 2. Wilda rapidamente fez uma curva e começou a enfraquecer. Pouco tempo depois, Wilda enfraqueceu sob a força do tufão e dissipou-se a 29 de março.

### Tufão Anita
Anita formou-se como uma depressão tropical a 17 de abril. Anita entrou numa fase de águas quentes, e rapidamente se intensificou para um tufão de categoria 1 e mesmo um tufão de categoria 2 mais tarde. Anita encontrou numa fase de águas frias, e como resultado, foi-se enfraquecendo gradualmente. Anita, mas reintensificou-se para um tufão de categoria 1 no dia 20 de abril. No entanto, enfraqueceu novamente a 22 de abril, mas voltou a ser reintensificada para um tufão de categoria 1 e até mesmo um tufão de categoria 2 mais tarde. Anita atingiu o seu pico de intensidade como um tufão de categoria 3. Anita encontrou um forte cisalhamento de vento e por causa disso, Anita enfraqueceu rapidamente para uma tempestade tropical. Anita enfraqueceu para uma depressão tropical a 25 de abril. Mais tarde, Anita perdeu a sua identidade e dissipou-se.

### Tufão Billie
Billie atingiu a China como um tufão fraco.

### Tufão Fran
A 18 de julho, uma depressão tropical formou-se no sudeste do Japão. Entrou numa fase de ambientes favoráveis e foi rapidamente transformada numa tempestade tropical e nomeada Fran. Fran passou então para um ambiente favorável e Fran foi elevada a um tufão de categoria 1. Ocorreu uma intensificação e Fran intensificou-se de um tufão de categoria 1 para 4 e atingiu o seu pico de intensidade. Após um pico de intensidade, os ambientes desfavoráveis fizeram com que o Fran começasse uma tendência de enfraquecimento. A 20 de julho, Fran enfraqueceu para um tufão de categoria 2 e mais tarde enfraqueceu para um tufão de categoria 1 e mesmo como uma forte tempestade tropical. A 21 de julho do meio-dia, Fran enfraqueceu para uma depressão tropical, e logo se deparou com um forte cisalhamento de vento e dissipou-se. Fran tornou-se extratropical a 21 de Julho, antes de se deslocar mais para leste e dissipou-se a 23 de Julho.

### Tufão Hope
Uma depressão tropical formou-se a leste de Filipinas no dia 2 de agosto, intensificando-se para uma tempestade tropical no dia seguinte e chamando-se Hope. Hope intensificou-se num furacão de categoria 1 enquanto no sul de Japão. Enfraqueceu para uma tempestade tropical e a tempestade virou-se para o norte e intensificou-se novamente para a categoria 1.
Foi rebaixada para uma tempestade tropical e virou-se para nordeste antes de abrandar. Hope tornou-se Ciclone extratropical a 17 de agosto. Pouco depois, os remanescentes atingiram o sul de Península Kamchatka e dissiparam-se.

### Tempestade Tropical JMA Dezassete
17W foi uma tempestade tropical de pouca duração que nunca afectou a terra.

### Tempestade Tropical JMA Dezoito
Esta tempestade nunca afectou a terra, permaneceu em águas abertas.

### Tufão Louise
Louise formou-se a 20 de setembro como uma fraca depressão tropical. Intensificou-se para uma tempestade tropical e mesmo um tufão mais tarde. O cisalhamento do vento diminuiu rapidamente e as temperaturas à superfície do mar começaram a subir e Louise intensificou-se rapidamente para um super tufão de categoria 5. No entanto, o processo de ciclo de substituição da parede do olho fez com que Louise enfraquecesse. Louise enfraqueceu para um tufão de categoria 2 e começou a afectar a ilha Kyūshū no Japão e até enfraqueceu para um tufão de categoria 1 que afectou Japão. Louise dissipou-se a 30 de setembro. Na ilha Kyūshū, 54 pessoas foram mortas e 14 desapareceram.

### Tufão Patsy
Patsy começou a sua vida como uma depressão tropical a 25 de novembro. Atingiu as Filipinas como uma tempestade tropical. Saiu da área antes de se intensificar para o tufão Patsy. Patsy atingiu o seu pico de intensidade antes de sofrer um ciclo de substituição da parede do olho e começou a enfraquecer.

## Nomes das tempestades
Os seguintes nome listados são os nomes da temporada de tufões no Pacífico de 1955.
| - Violet - Wilda - Anita - Billie | - Clara - Dot - Ellen - Fran | - Georgia - Hope - Iris - Joan | - Kate - Louise - Marge - Nora | - Opal - Patsy - Ruth |